# رونالد أولسون
رونالد أولسون (بالإنجليزية: Ronald Olson)‏ هو محامي أمريكي، ولد في 9 يوليو 1941.